# Stettenhofen (Langweid)
Stettenhofen ist ein Pfarrdorf und Ortsteil der Gemeinde Langweid am Lech im schwäbischen Landkreis Augsburg in Bayern (Deutschland).

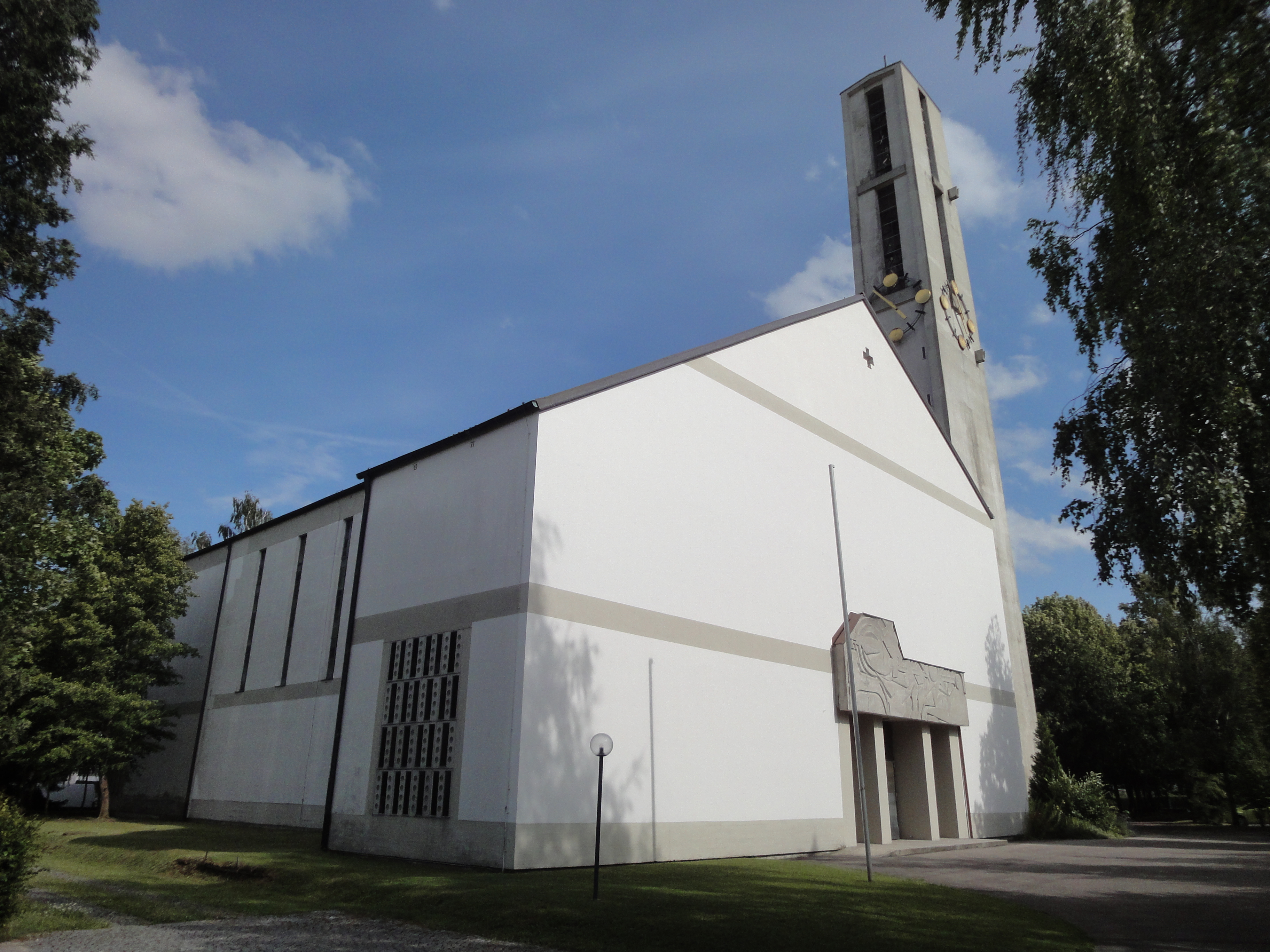
Katholische Pfarrkirche Stettenhofen

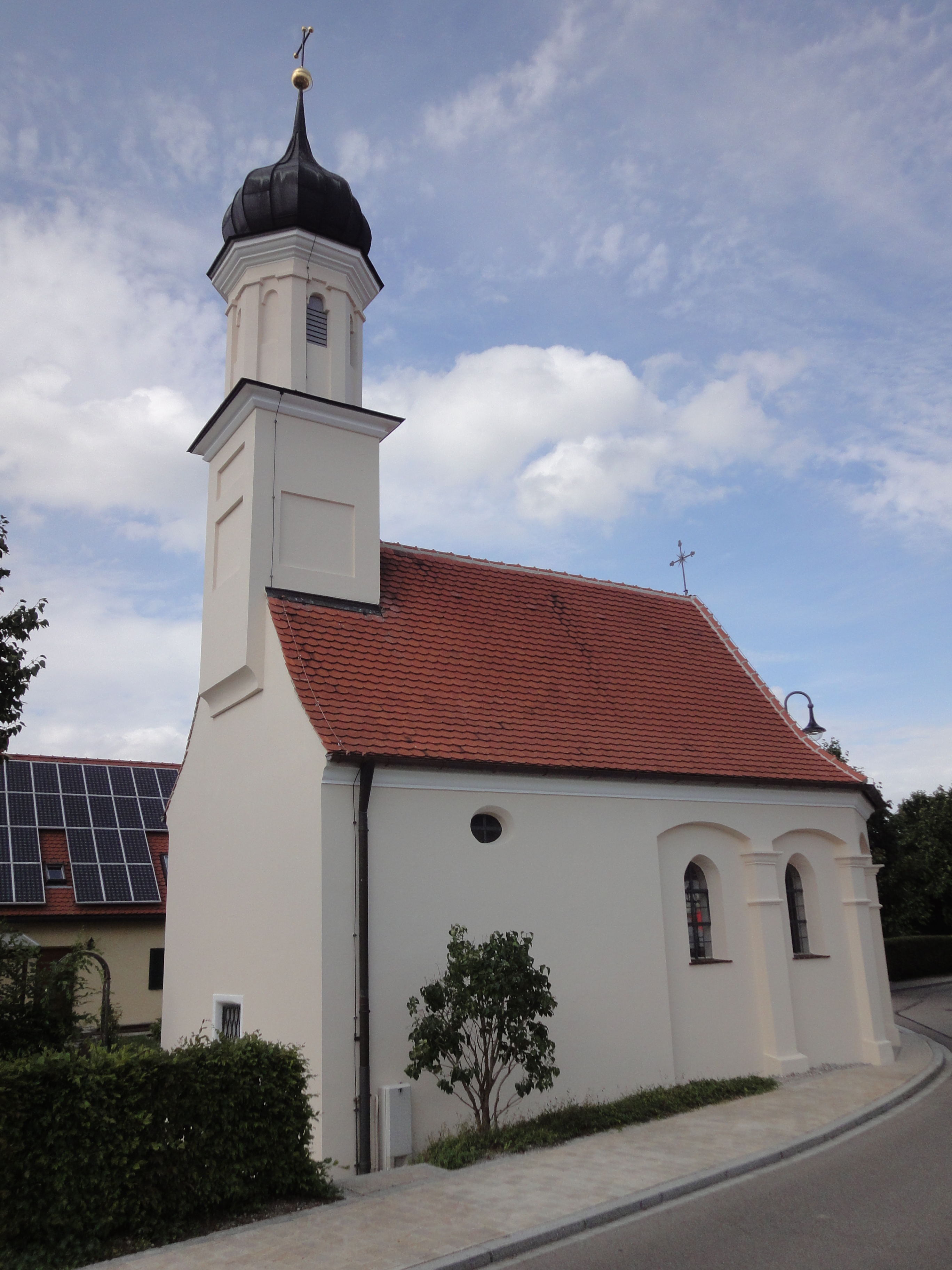
Kapelle zu den Vierzehn Nothelfern

## Geographie
Stettenhofen liegt mit einer eigenen Ausfahrt an der Bundesstraße 2. Nahe Stettenhofen führt eine Grünbrücke über die B 2. Der Ort gehört zu den Grenzorten des alemannischen Dialektraums zum Bairischen hin.

## Geschichte
Stettenhofen war eine selbstständige Gemeinde und wurde am 1. Januar 1970 im Zuge der Gebietsreform in Bayern in die Gemeinde Langweid am Lech eingemeindet.
Am 13. Mai 2015 wurden mehr als 50 Häuser von einem Tornado, welcher durch Affing und Stettenhofen zog, schwer beschädigt.

## Kirche
Die katholische Pfarrei Jesus der Gute Hirte in Stettenhofen gehört zum Dekanat Augsburg-Land im Bistum Augsburg. Die Pfarrkirche ist ein Saalbau mit südwestlichem Turm mit bauzeitlicher und historischer Ausstattung. Als Architekt war Georg W. Barnert tätig. Die Kirchenweihe fand am 11. Dezember 1960 statt. Unter Denkmalschutz steht ferner die Kapelle zu den Vierzehn Nothelfern, ein Saalbau mit Pilastergliederung im Osten und westlichem Dachreiter mit Zwiebelhaube, erbaut 1697 und verlängert um 1735–40.